# Guerras Xhosa
Las llamadas Guerras Xhosa, también llamadas Guerras de la Frontera del Cabo, fueron una serie de conflictos, en total nueve, librados entre 1779 y 1879 en lo que hoy es la Provincia Oriental del Cabo, Sudáfrica. Por su larga extensión han sido llamadas ocasionalmente la Guerra de los Cien Años Africana, entre los xhosa (o xosas) y los colonos europeos. 
Las guerras vieron el comienzo del uso de armas de fuego por los xhosa. Sin embargo, estos terminaron por perder la mayor parte de sus tierras ante las fuerzas del Imperio británico. Aunque estos conflictos han sido usualmente vistos como una serie de guerras entre los europeos y los xhosas las alianzas formadas fueron cambiantes y complejas. Por el lado europeo las relaciones entre los británicos y la Colonia del Cabo fueron tensas y más de una vez llegaron a romperse, mientras que muchas tribus que son calificadas como xhosas podían apoyar a los europeos por rivalidades con sus vecinos.

## Desarrollo
Las primeras guerras (1779-1781; 1789-1793; 1799-1803) se caracterizaron por ser conflictos entre los colonos bóeres del Cabo y los xhosas, ya que la expansión de las tierras de los primeros se hizo a costa de los segundos.
En 1806 los ingleses se anexionaron El Cabo por lo que los conflictos se caracterizaron por las malas relaciones entre xhosas y bóeres, con frecuentes ataques entre ambos, lo que obligaba a los británicos a intervenir a favor de sus súbditos. Cinco años después (1811) se inició una nueva guerra que duró sólo un año y que terminó con la victoria de los europeos gracias a la llegada (por primera vez) de soldados profesionales de Gran Bretaña. Durante la misma fue fundada Grahamstown en honor al coronel John Graham (1778-1821) y 20.000 xhosas fueron expulsados de sus tierras.

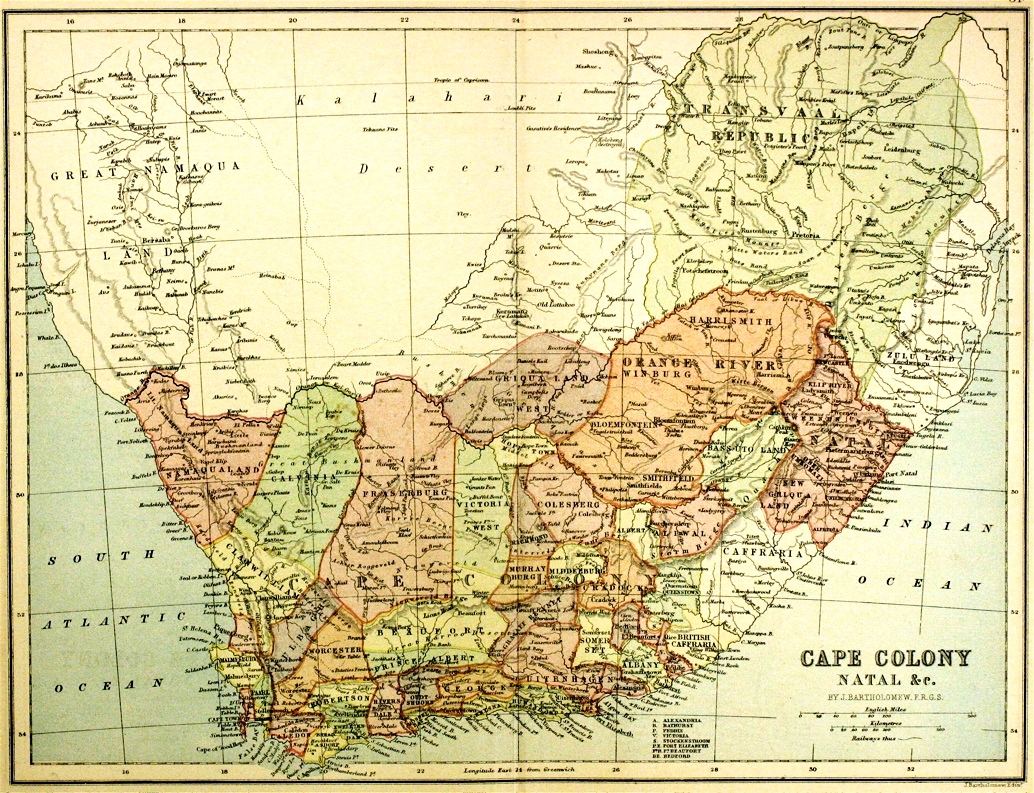
Mapa político del sur africano en 1876.

La quinta guerra se vivió entre 1818 y 1819 y se caracterizó por el intento de 10.000 xhosas de destruir Grahamstown que no tuvo éxito. La ciudad tenía 450 defensores. Murieron 3.000 atacantes. Tras lo cual unos 5.000 soldados británicos fueron enviados a reforzar las defensas de la provincia. Casi veinte años después, en 1834, Hintsa kaKhawuta (1789-1835), un jefe xhosa, instigó para causar un nuevo alzamiento entre las tribus, liderado por Maqoma. La revuelta fue muy destructiva y exitosa al inicio pero tras la intervención y la muerte de Hintsa terminó a los dos años.
La séptima guerra estalló porque comandos bóeres al mando de Andries Stockenström (1796-1864) se internaron en territorio xhosa (1846). En esta ocasión las malas relaciones entre los colonos y los británicos llevaron a que Londres no interviniera en el conflicto. Mientras que por el lado de los nativos las tribus khoi y fengu prefirieron aliarse a los colonos y los ngqika, ndlambe y thembu se alzaron en armas. Cerca de 12.000 a 20.000 guerreros xhosas participaron del alzamiento. Los colonos tenían 2.000 hombres. Finalmente gracias a la intervención del gobernador del Cabo, Peregrine Maitland (1777-1854), que llevó a las fuerzas africanas al agotamiento lo que a la postre, hizo que se firmara la paz (1847).
El octavo de los conflictos estalló en 1850 tras la expulsión de varias tribus xhosas de sus tierras y la anexión del Estado Libre de Orange por el gobernador del Cabo, Sir Harry Smith. Los nativos, animados por el profeta Mlanjeni, se decidieron a alzarse en armas. Tras el éxito inicial los xhosas fueron finalmente aplastados por las disciplinadas y mejor equipadas tropas británicas tras tres años de combates. Cerca de 16.000 xhosas murieron en la guerra.
El noveno y último de los conflictos se libró entre 1877 y 1879, enfrentó a la Colonia del Cabo y los fengu dirigidos por el gobernador Henry Bartle Frere (1815-1884) contra los gcaleka y ngqika al mando de Mgolombane Sandile. Tras esta última derrota la independencia de los xhosa se perdió y pasaron a quedar bajo el dominio de los británicos.